# Platysenta inamoena
Platysenta inamoena är en fjärilsart som beskrevs av B.C.S Warren 1937. Platysenta inamoena ingår i släktet Platysenta och familjen nattflyn. Inga underarter finns listade i Catalogue of Life.